# 祖基亞

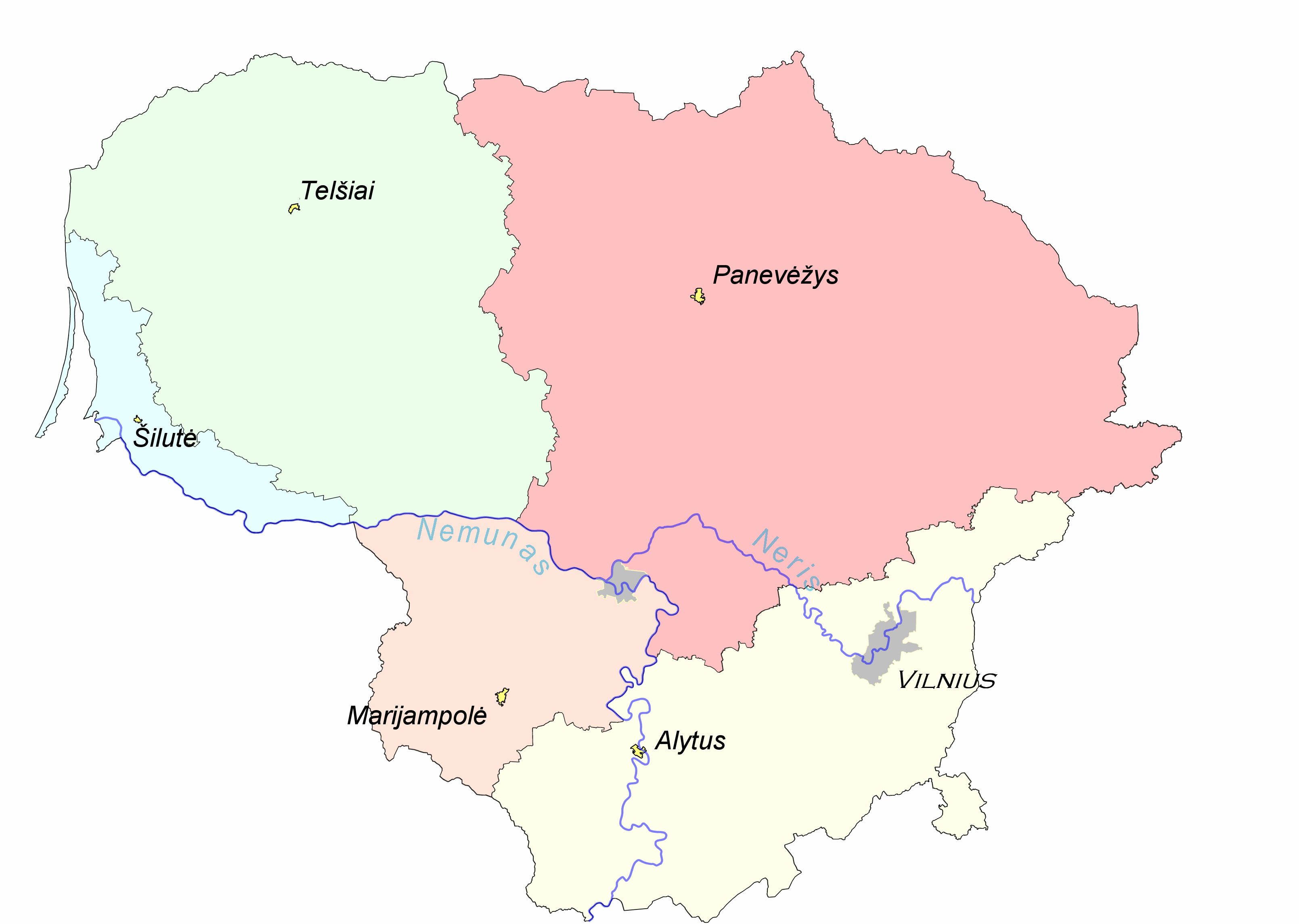
淺黃色地區是祖基亞

祖基亞是立陶宛的五個傳統地區之一，範圍包括現在立陶宛的東南部地區。
祖基亞地區的居民以農民為主，他們的生活方式和方言都和立陶宛其他地區不同。但祖基亞是一個文化區域，在歷史上並為形成過一個獨立的行政區劃。祖基亞地區的中心城市是阿利圖斯，但阿利圖斯並不是祖基亞最大城市。祖基亞位於立陶宛東南部，在行政區劃上包括了阿利圖斯縣和維爾紐斯縣南部地區。在歷史上，祖基亞還包括了現在波蘭東北部和白俄羅斯西部的一些地區。祖基亞是立陶宛人口密度最低的地區，大部分地區都是沙地，不適合開展農業，卻也因此擁有立陶宛最大的森林和濕地。立陶宛的五個國家公園中有兩個位於祖基亞。